# Saxifrage de Virginie
Espèce
Synonymes
- Dermasea pilosa Haw.[2]
- Micranthes virginiensis (Michx.) Small[2]
- Saxifraga virginiensis f. virginiensis[2]
- Spathularia virginiensis (Michx.) Á. Löve & D. Löve[2]
- Spatularia virginiensis (Michx.) Á.Löve & D.Löve[2]

Le saxifrage de Virginie, Micranthes virginiensis, est une espèce de fleur sauvage originaire de l'est et du centre de l'Amérique du Nord. C'est une plante herbacée, qui peut atteindre 30 cm de hauteur.
Cette espèce fleurit au printemps et pousse généralement sur des rochers, des falaises ou le bois mort. On pense que la tige pubescente dissuade les insectes terrestres d'atteindre ses fleurs, qui serait moins efficace pour la pollinisation que les insectes volants.

## Liste des variétés
Selon Catalogue of Life (19 novembre 2020) :
- variété Micranthes virginiensis var. subintegra